# Зајди, зајди, јасно сонце
Зајди, зајди, јасно сонце је савремена македонска песма коју је написао и компоновао Александар Сариевски, иако се сматра старом народном. Разне верзије песме се певају у другим блиским балканским земљама.
Сариевски је саставио мелодију и прилагодио текст из другог извора. Текст је настао из народне песме „Чернеј, горо, чернеј, сестро”. Слушајући ту песму, дошао је на идеју да компонује нешто слично, али са сасвим другом мелодијом. Такође, текст песме има сличност са другом македонском народном песмом (Жали, горо, црни, сестро). Најпопуларније извођење песме је извођење Тошета Проеског, песма се нашла на његовом албуму Божилак из 2006. године. Позната је и инструментална верзија групе Смак.

## Текст песме
| Текст |
| --- |
| Зајди, зајди јасно сонце Зајди, помрачи се И ти јаснале месечино Зајди, удави се Жали горо, жали сестро Двајца да жалиме Ти за твоите лисја, ле горо Јас за мојата младост Твоите лисја, горо сестро Па ќе ти се вратат Мојата младост, горо ле сестро Нема да се врати |